# Spermacoce scabrisina
Spermacoce scabrisina är en måreväxtart som beskrevs av Harwood. Spermacoce scabrisina ingår i släktet Spermacoce och familjen måreväxter. Inga underarter finns listade i Catalogue of Life.